# موريس كليرمونت
موريس كليرمونت هو سياسي كندي، ولد في 11 مارس 1944 في لافال في كندا. نشط حزبياً في حزب كيبيك الليبرالي. وقد انتخب عضو الجمعية الوطنية في كيبك ‏ عن دائرة Mille-Îles ‏ (14 أبريل 2003 – 8 ديسمبر 2008).